# Městský stadion Mladá Boleslav
Das Městský stadion Mladá Boleslav (deutsch Städtisches Stadion Mladá Boleslav, durch Sponsoringvertrag Lokotrans Aréna genannt) ist das Fußballstadion der tschechischen Stadt Mladá Boleslav in der Mittelböhmischen Region. Der Fußballverein FK Mladá Boleslav trifft hier auf ihre Gegner. Das Stadion besteht aus drei Zuschauertribünen; wobei sich zwei Ränge längs des Spielfeldes befinden. Auf den Zuschauertribünen verteilen sich 5000 Sitzplätze; die auch sämtlich überdacht sind. Die Überdachung besteht aus blauen, transparenten Kunststoff-Bögen; die sich über die drei Dächer verteilen. Für die Journalisten stehen 30 Arbeitsplätze bereit. Das Spielfeld aus Naturrasen besitzt eine Rasenheizung.
Das neue Stadion wurde direkt neben der alten Spielstätte errichtet. Des Weiteren befinden sich auf der Anlage z. B. eine Leichtathletikanlage, ein Kunstrasenplatz, mehrere Trainingsplätze verschiedener Größe und eine Traglufthalle mit den Maßen 50 × 25 Meter. Sie wird für verschiedene Sportarten wie u. a. Fußball, Volleyball, Tennis oder Judo genutzt.
Seit Juli 2019 trägt das Stadion den Sponsorennamen Lokotrans Aréna. Loko Trans ist ein Handelsunternehmen, das Bahntechnik und Transportdienstleistungen in Tschechien und im Ausland anbietet.
Während des Stadionumbaus des FC Hradec Králové trat der Club in den Spielzeiten 2021/22 und 2022/23 im Stadion in Mladá Boleslav an.